# NOW Christmas 2008
NOW Christmas 2008 er et dansk opsamlingsalbum udgivet 3. november 2008. 

## Spor

### Cd 1
1. John Lennon & Yoko Ono Band with The Harlem Community Choir – "Happy Xmas (War Is Over)"
2. Wham! – "Last Christmas"
3. Kylie – "Santa Baby"
4. Elton John – "Step Into Christmas"
5. Boney M – "Mary's Boy Child"
6. Shakin Stevens – "Merry Christmas Everyone"
7. Elvis Presley – "I'll Be Home For Christmas"
8. Ronan Keating – "Fairytale of New York"
9. Slade – "Merry Xmas Everybody"
10. Mel & Kim – "Rockin' Around The Christmas Tree"
11. Chris Rea – "Driving Home For Christmas"
12. Bryan Adams – "Christmas Time"
13. Roy Wood & Wizzard – "I Wish It Could Be Christmas Everyday"
14. Diana Ross & The Supremes – "Santa Claus Is Coming To Town"
15. Hot Chocolate – "Brand New Christmas"
16. Dean Martin & Martina McBride – "Baby, It's Cold Outside"
17. Bing Crosby – "White Christmas"
18. Band Aid – "Do They Know It's Christmas"
19. Johnny Logan – "What's Another Year"
20. ABBA – "Happy New Year"

### Cd 2
1. Nordstrøm – "Danmark, Det Er Jul"
2. MC Einar – "Jul Det' Cool"
3. Paprika Steen & Michael Carøe – "Pas På Mikkel"
4. Gasolin – "Dejlig er jorden"
5. D:A:D – "Sad Sad X-Mas"
6. Peter Sommer – "Fra Mig Til Mig"
7. Dan Turèll & Halfdan E – "Jul Igen"
8. Anden – "Jul på Vesterbro"
9. Shu-bi-dua – "Rap Jul"
10. Tuborgs – "Julebryg-jingle"
11. Gnags – "Julesang"
12. Otto Brandenburg – "Søren Banjomus"
13. John Mogensen – "På Loftet Sidder Nissen"
14. Drengene Fra Angora – "Jul I Angora"
15. Ørkenens Sønner – "Frem Med Julekuglerne"
16. Peter Frödin – "Blue Christmas"
17. Me & My – "Too Much Cristmas"
18. Juice/S.O.A.P./Christina Undhjem feat. Remee – "Let Love Be Love"
19. Julie & Martin Brygmann – Jesus & Josefine"
20. DR Radiopigekoret – "Du Er"